# Susai
Susai (Sonchus arvensis) este o buruiană perenă policarpică cu drajoni, din familia Asteraceae (Compositae), des întâlnită în semănături, culturile timpurii de verdețuri și tufișuri, cu înmulțire prin semințe și muguri radiculari,  din care cauză se stârpește cu greu.

## Descriere

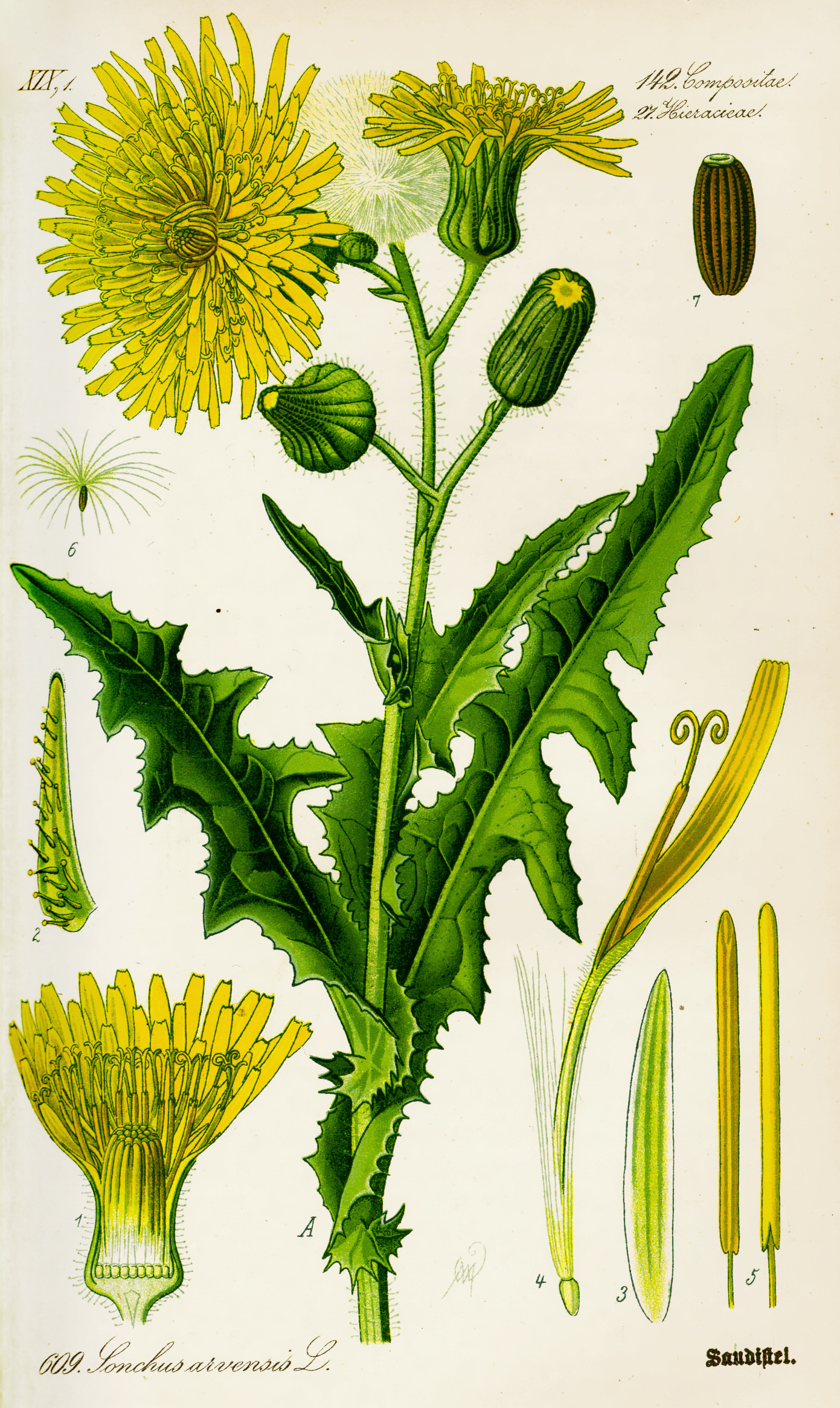
Ilustrație botanică din cartea Otto Wilhelm Thome «Flora von Deutschland, Österreich und der Schweiz», 1885.

Are o înălțime de 80–130 cm. Tulpina, ramificată în partea superioară, este goală, cu  vase laticifere, care conțin un suc lăptos caracteristic. Frunze sesile, penat sectate, cu marginea dințată și spinoasă. Calatidiile (un tip de inflorescență) sunt mici, grupate aproape corimbiform. Are flori galbene. Fructe achene costate cu un papus lung.

## Înmulțire
Se înmulțește rapid prin semințe și prin muguri radiculari, care, în condiții prielnice, pot depăși 2000 muguri/m2; fiecare plantă produce până la 19.000 de semințe. Rădăcina pătrunde în sol până la 50 cm adâncime și emite o mulțime de ramificații (rădăcini) orizontale lungi până la 1 m,  care se mențin la o adâncime mică, 6–15 cm de la suprafața solului, și care formează o rețea, din mugurii căreia ies la suprafață un număr mare de plante. Susaiul nu este rezistent la secetă, deoarece rădăcinile sunt superficiale.
Înflorește și fructifică din iunie-iulie până în septembrie. Germinația din semințe se face primăvara târziu, când solul este destul de încălzit, de aceea buruiana scapă de plivit și frecvent de prășit.

## Răspândire
Este răspândit în locuri semiaride, subumede și umede, pe solurile fertile, unde formează asociații compacte, mai ales pe cernoziomurile din Câmpia Transilvaniei și stepa nordică a României, mai rar în regiunile uscate și calde din sudul țării.

## Importanța economică
Invadează mai ales culturile timpurii de verdețuri: salată, spanac, ceapă și usturoi verde și culturile de primăvară: orzul, ovăzul, mazărea, lintea, cânepa, floarea soarelui, etc. Susaiul crește în asociație compactă mai ales în anii ploioși prin terenuri cu orz de primăvară, linte, etc, compromițând total recolta acestor plante.

## Combatere
Combaterea susaiului se face prin mai multe metode: plivit, prășit, metoda epuizării, asolament cu ogor negru, dezmiriștire, care este urmată de arături de vară sau prin combatere chimică.